# Coenotephria cylon
Coenotephria cylon là một loài bướm đêm trong họ Geometridae.